# Patricia Kraus
Patricia Kraus est une chanteuse espagnole née le 4 janvier 1964 à Milan.
Elle est la fille du ténor espagnol Alfredo Kraus.